# Johann Klaj

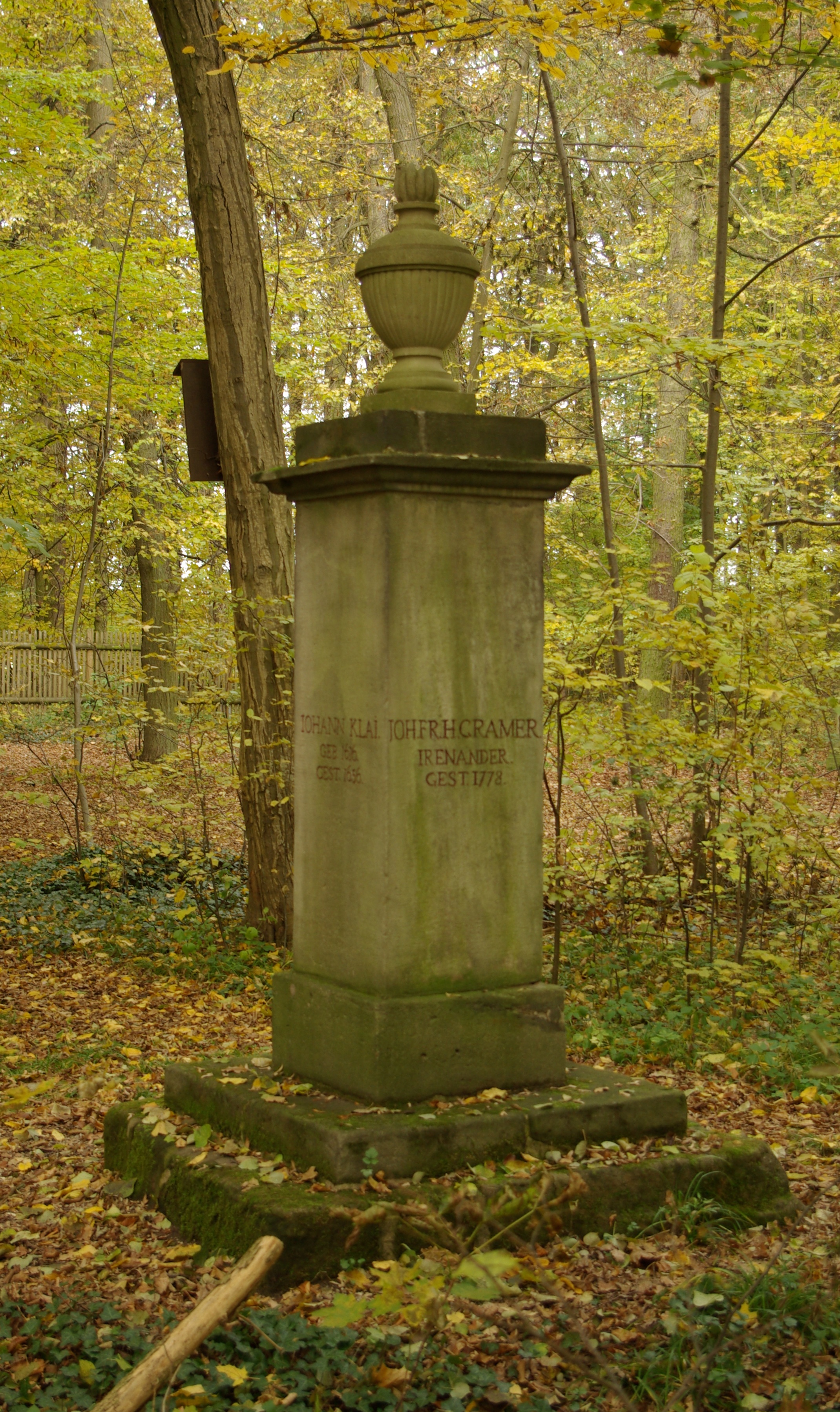
Urna de Klaj

Johann Klaj, o en su nombre latinizado, Clajus, (1616, Meissen - 16 de febrero de 1656, Kitzingen) fue un poeta alemán del Barroco.
Tras estudiar Teología en Wittenberg, marchó a Núremberg para recibir las órdenes sagradas, y allí junto a Georg Phillip Harsdörffer, fundó en 1644, la Societas Florigerae ad Pegnensum, una academia literaria.
Se empleó como maestro en Núremberg y como predicador en Kitzingen, muriendo allí.  Los poemas de Klaj consisten en dramas escritos con lenguaje pomposo y grandilocuente, entre los que se encuentran Höllen- und Himmelfahrt Christi (Núremberg, 1644), y Herodes, der Kindermörder (Núremberg, 1645), además de un poema, escrito junto a  Harsdörffer, Pegnesische Schäfergedicht (1644), que es una alegoría de su establecimiento en Núremberg.